# Вороновка
Во́роновка (рос. Вороновка) — село (в минулому селище) у складі Шегарського району Томської області, Росія. Входить до складу Анастасьєвського сільського поселення.
Стара назва — Воронине.

## Населення
Населення — 1180 осіб (2010; 1231 у 2002).
Національний склад (станом на 2002 рік):
- росіяни — 99 %